# Carré Bad Cannstatt
Das Carré Bad Cannstatt (Eigenschreibweise CARRÉ Bad Cannstatt) ist ein Einkaufs-, Büro- und Gesundheitszentrum in der Innenstadt des Stuttgarter Stadtbezirks Bad Cannstatt. Die Verkaufsfläche umfasst 22.000 m². Darüber hinaus befinden sich Freizeiteinrichtungen, Büros und ein Ärztehaus auf weiteren 17.000 m². Der gesamte Gebäudekomplex liegt auf dem ehemaligen Industriegelände der Trafo-Union unmittelbar in der Nähe zum Bahnhof Bad Cannstatt.

## Geschichte
Das Areal der ehemaligen Trafo-Union zwischen Decker-, Daimler-, Wildunger und Kreuznacher Straße lag zwischen 1986 und 2003 brach. Ab Mitte des 19. Jahrhunderts nahmen bedeutende Firmen auf dem Areal ihren Sitz, so zum Beispiel das Maschinenbauunternehmen Friedrich Hesser. Später lag der erste Standort des Schokoladenherstellers Alfred Ritter GmbH & Co. KG hier. Am 29. Januar 2003 genehmigte die Landeshauptstadt Stuttgart den Bebauungsplan vom 15. Oktober 2002 zur Errichtung des Cannstatter Carrés. Der Baubeginn für das Cannstatter Carré war für das Frühjahr beziehungsweise den Sommer des Jahres 2003 vorgesehen. Nachdem für das geplante Hotel kein Betreiber gefunden wurde, verzögerte sich der Baubeginn ohne eingeplanten Hotelkomplex um über ein Jahr auf den 7. Juli 2004. Das Richtfest durch die Projektgemeinschaft „Cannstatter Carré“ fand am 13. Juli 2005 statt. Im Oktober 2005 wurde das Einkaufszentrum fertiggestellt und die Büroflächen im Frühjahr 2006. Die offizielle Eröffnung fand am 23. Februar 2006 statt. Das Einkaufszentrum wurde im Jahre 2007 für ungefähr 100 Mio. Euro von der ING Real Estate Germany an den durch die LaSalle Investment Management und Morley Fund Management betriebenen Immobilienfonds „Encore+“ verkauft. Anfang 2014, neun Jahre nach der Eröffnung, hat sich das Unternehmen dazu entschlossen, das Carré einem Markenrelaunch zu unterziehen. Am 22. Oktober 2015 wurde im Rahmen eines Preview-Events aus dem Cannstatter Carré das Carré Bad Cannstatt.

## Einkaufszentrum

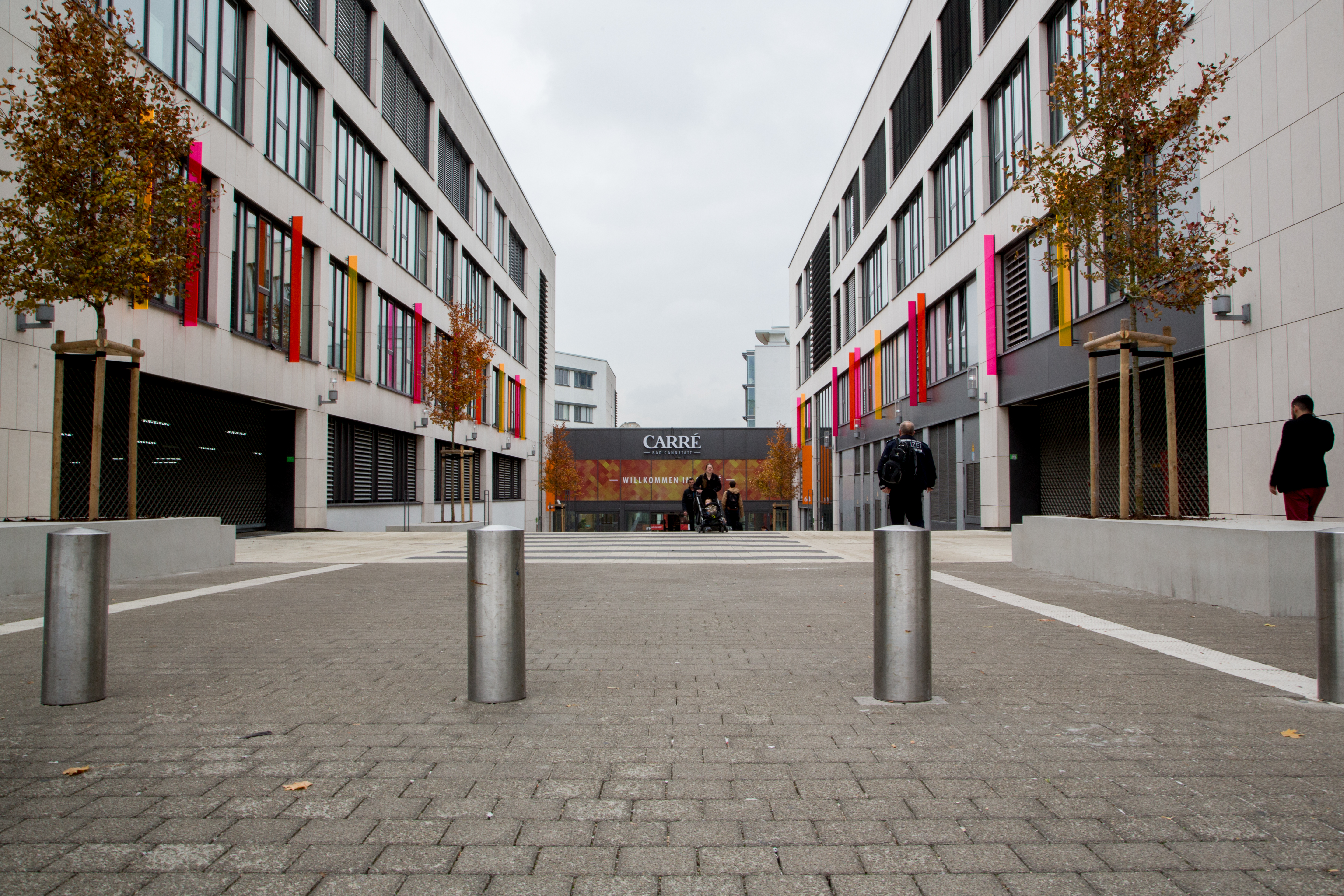
Eingang Kreuznacherstraße

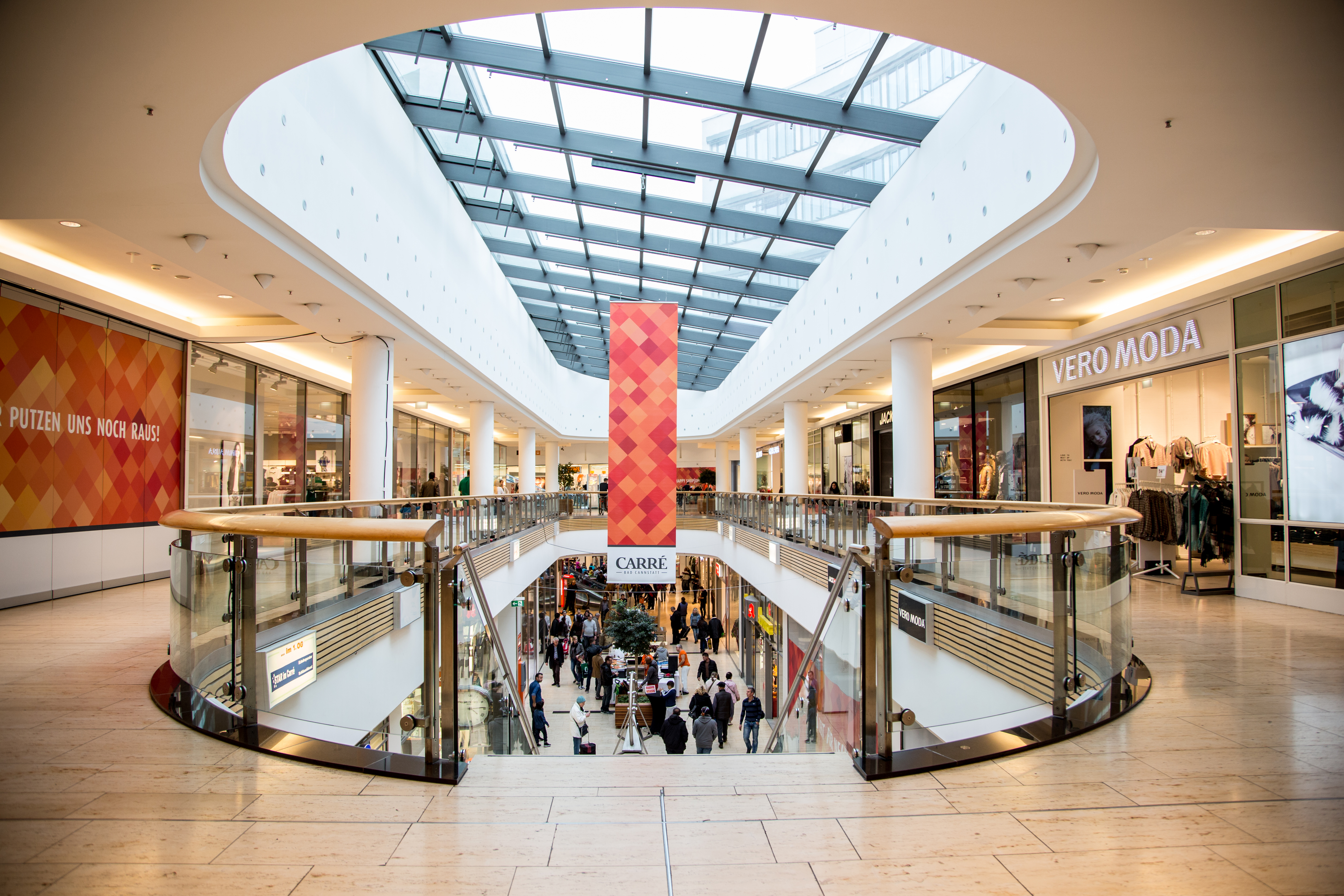
Innenraum

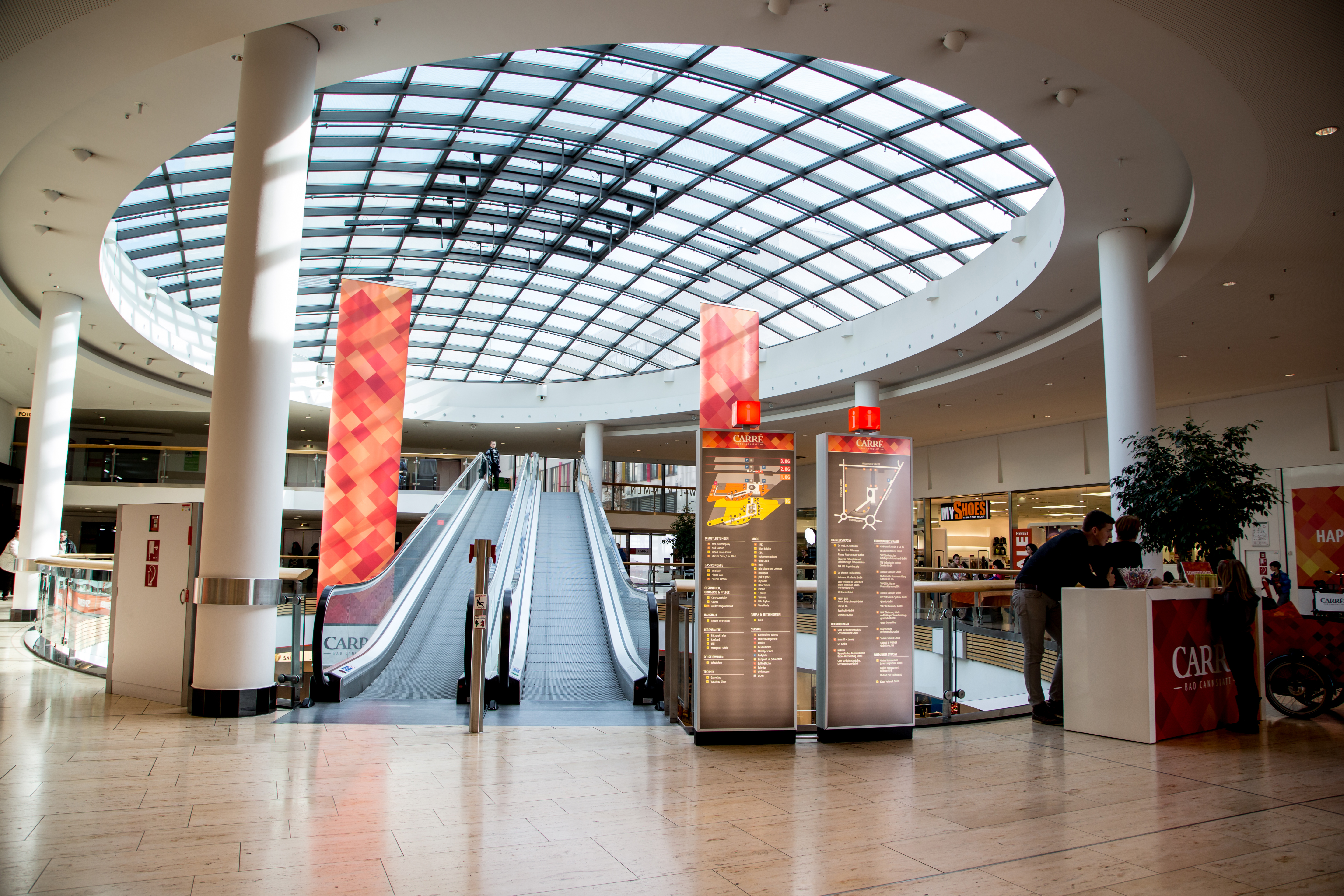
Infopoint

Im Carré Bad Cannstatt sind zwei große Lebensmittelläden und insgesamt über 40 Geschäfte aus 25 Branchen angesiedelt.

## Architektur
Das Carré Bad Cannstatt besteht aus mehreren als eigene Baukörper zu identifizierenden Teilen auf einer Baufläche von 22.800 m². Ein sechsgeschossiger Rundbau ist das prägende Element. Einem viergeschossigen, teilweise halb geschlossenen Baukörper wurde dieses Element als halbe Rotunde vorgesetzt. Die Verkaufsflächen gruppieren sich um ein zweigeschossiges Atrium mit einer Glaskuppel.
Die Fassaden bestehen überwiegend aus Glasfassaden in Pfosten-Riegelkonstruktion und raumhohen Natursteinelementfassaden. Die Parkdeckfassade besteht aus Pfostenprofilen mit Lochblechverkleidungen. Die Dachkonstruktion ist bei den einzelnen Baukörpern eine Flachdachkonstruktion. Unterbrochen wird die Flachdachkonstruktion des Carrés durch jeweils ein Pultdach und ein Ellipsendach, beides Stahl-Glaskonstruktionen mit Aluminium-Aufsatzelementen. Das Pultdach dient dabei als Verbindungsüberdachung zwischen zwei Baukörpern und das Ellipsendach als Abschluss des Atriums. Durch Licht- und Farbspiele wird das gesamte Carré in Orangenuancen eingebettet.

## Verkehrsanbindung
Über den Cannstatter Bahnhof ist das Carré Bad Cannstatt mit drei S-Bahnlinien und drei Buslinien verbunden sowie etwa 200 Meter nördlich vom Cannstatter Bahnhof am Wilhelmsplatz mit drei Stuttgarter Stadtbahnlinien und ebenfalls drei Buslinien.

## Kontroversen
Die „Seelberg-Initiative“ der Ortsverbände der SPD und der Bündnis 90/Die Grünen trat insbesondere vor Fertigstellung des Cannstatter Carrés für die Erarbeitung eines Verkehrskonzeptes ein, da sie eine gravierende Verschlechterung der Verkehrssituation sowie eine höhere Schadstoffbelastung und erhöhte Lärmbelästigung befürchtete. Die Vorschläge der Seelberg-Initiative beinhalteten auch prophylaktische Teilsperrungen von Straßen sowie Anwohnerparkregelungen. Das Bezirksamt Bad Cannstatt kam zwei Jahre nach der Eröffnung zum Schluss, dass insgesamt der Bau des Einkaufszentrums auch für den Einzelhandel positiv zu bewerten ist. Die Passantenfrequenz habe sich erhöht und es sei Kaufkraft nicht nur gebunden worden, sondern sogar erhöht worden. Auch die befürchteten Verkehrsprobleme seien ausgeblieben.